# Lâu đài ở Wąbrzeźno
Lâu đài ở Wąbrzeźno (tiếng Ba Lan: Zamek w Wąbrzeźnie) là một lâu đài phong cách Gothic thời Trung cổ (hiện nay còn lại tàn tích), ở thị trấn Wąbrzeźno, Ba Lan. Công trình kiến trúc này có tên trong danh sách di tích. Ngày nay, tàn tích còn sót lại chủ yếu là mảnh vỡ của các bức tường ở tầng trệt.

## Lịch sử
| Mốc lịch sử | Mô tả |
| ----------- | --- |
| Thế kỷ 14   | Lâu đài mang phong cách Gothic được xây dựng trước năm 1321 theo lệnh của Giám mục Chełmno, Herman von Prizna. Đây trở thành nơi cư trú của các giám mục xứ Chełmno. Lâu đài lúc bấy giờ có kích thước 36 x 37 mét, và tòa nhà hai tầng. Ở phía Nam của lâu đài là nhà nguyện Thánh Mark và nhà kho. Mái tòa nhà được lợp bằng ngói đỏ. |
| Thế kỷ 15   | Lâu đài bị tàn phá trong cuộc chiến tranh Ba Lan-Teuton. |
| Thế kỷ 17   | Trong giai đoạn 1611-1613, Giám mục Maciej Konopacki xây dựng lại lâu đài theo phong cách Baroque. Sau năm 1655, một trận hỏa hoạn diễn ra khiến lâu đài bị thiêu rụi và rơi vào tình trạng hoang tàn. |
| Thế kỷ 19   | Năm 1869, nhiều phần của lâu đài bị phá dỡ. |
| Thế kỷ 20   | Năm 1920, một công viên gần khu vực tàn tích lâu đài được thành lập. |
| Thế kỷ 21   | Trong giai đoạn 2010-2011, nghiên cứu khảo cổ học được thực hiện tại đây. |

## Ảnh

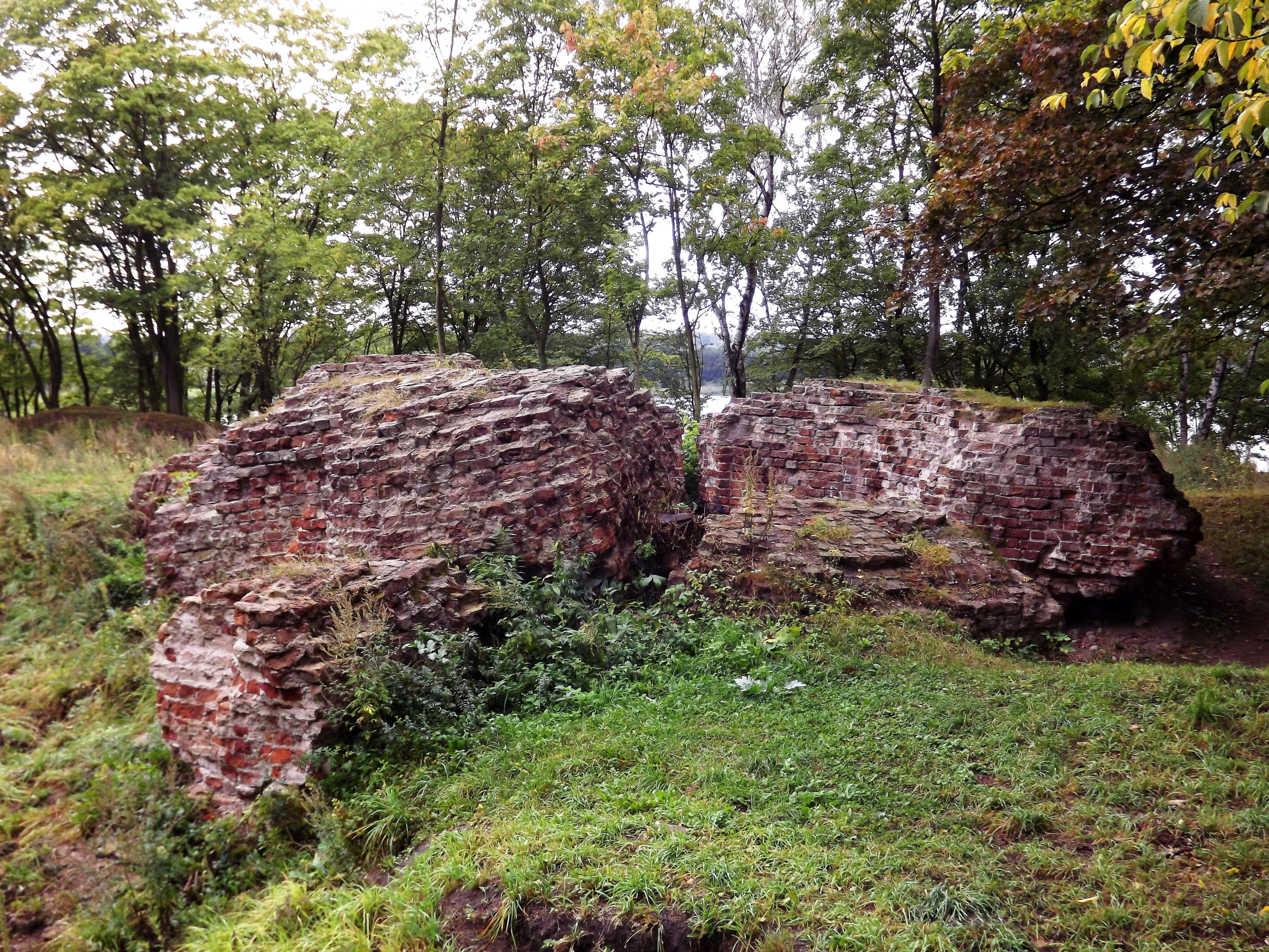
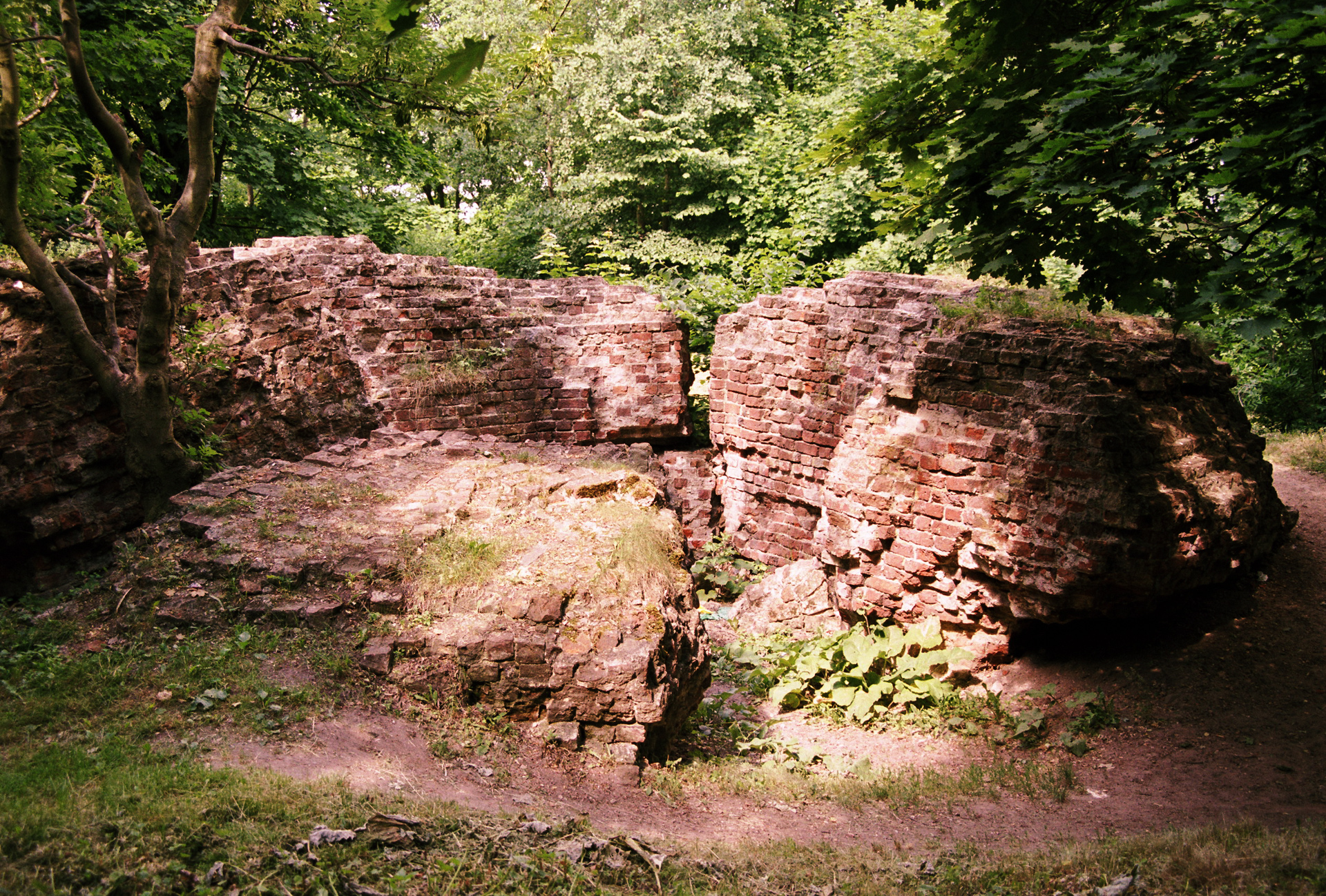
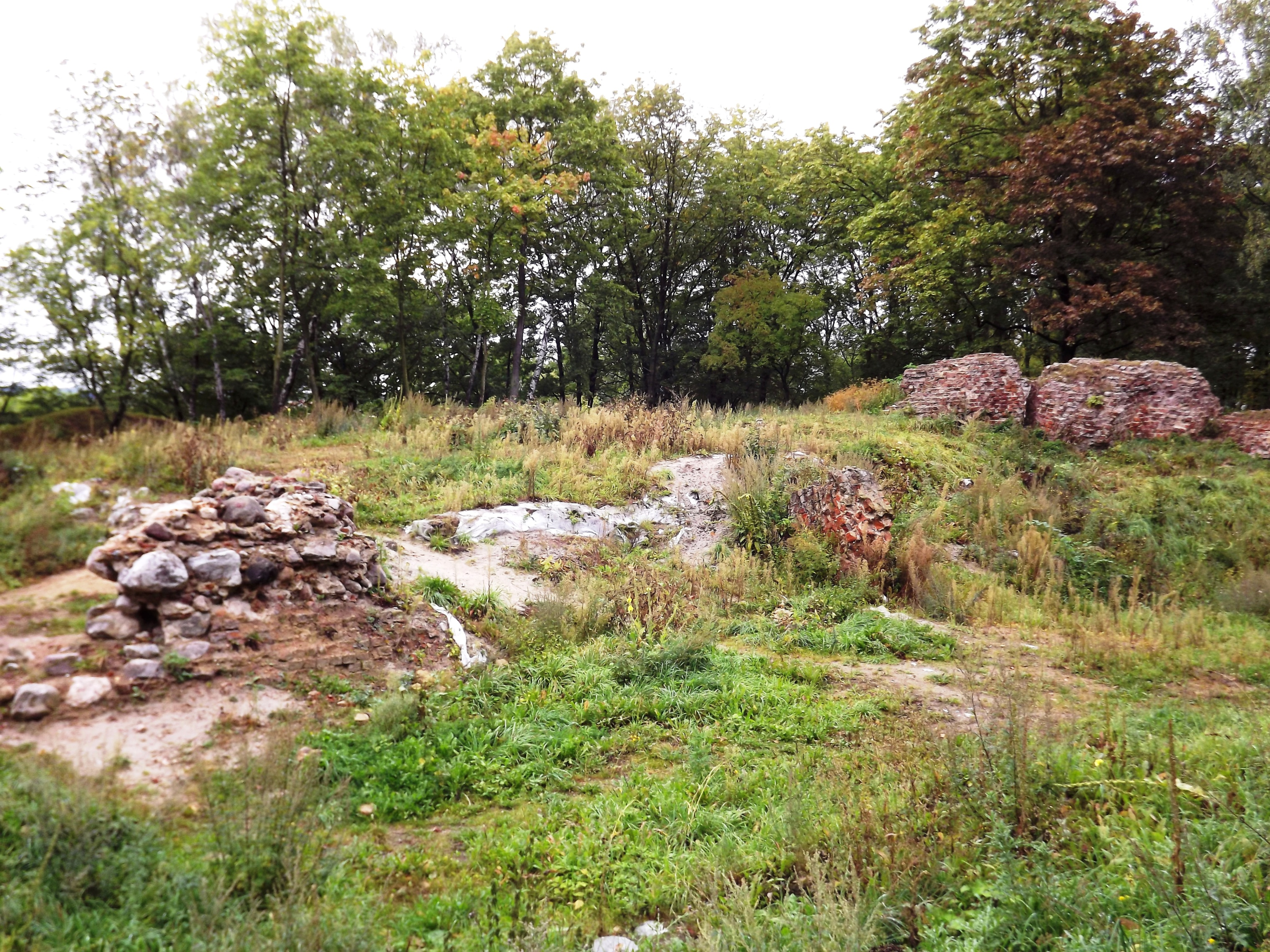